# John Baker White
John Baker White (* 12. August 1902 in West Malling, Kent; † 10. Dezember 1988) war ein britischer politischer Aktivist.

## Leben und Tätigkeit
Baker White war der Sohn von Katherine Blythe White. Die Eltern ließen sich 1907 scheiden. Nach dem Besuch des Malvern College arbeitete White ab 1920 als Landarbeiter auf der Polshill Farm in Sussex. Sein Arbeitgeber Arthur Mannington brachte ihn mit Horatio Bottomley zusammen. Über diesen kam er Anfang der 1920er Jahre in den Dienst der Anti-Socialist Union, einer Organisation, die sich der Bekämpfung von vermeintlicher linksgerichteter Subversion in Großbritannien richtete. Danach trar er in den Dienst der Economic League, einer aus privaten Mitteln finanzierten antikommunistischen Lobbygruppe, hinter der sich zugleich ein privater Nachrichtendienst verbarg, als deren Direktor er von 1936 bis 1939 fungierte.
1937 wurde Baker White als Spion ins nationalsozialistische Deutschland geschickt, wo er als bekannter Antikommunist wohlwollend aufgenommen und an den Reichsparteitag dieses Jahres eingeladen wurde. Im April 1939 musste er Deutschland verlassen, nachdem er öffentliche Erklärungen über die Funktionsweise der NS-Propagandaarbeit abgegeben hatte.
Von den nationalsozialistischen Polizeiorganen wurde er bald danach als Staatsfeind eingestuft: Im Frühjahr 1940 setzte das Reichssicherheitshauptamt in Berlin ihn auf die Sonderfahndungsliste G.B., ein Verzeichnis von Personen, die im Falle einer erfolgreichen deutschen Invasion Großbritanniens durch die Sonderkommandos der SS-Einsatzgruppen mit besonderer Priorität ausfindig gemacht und verhaftet werden sollten.
Nach Beginn des Zweiten Weltkriegs trat Baker White in den Dienst der Section D ein, ein Hauptträger der britischen Kriegspropaganda. Im ersten Kriegsjahr hatte er in erster Linie irreleitende Propagandameldungen nach Deutschland zu lancieren, um für die dortige Bevölkerung und vor allem Angehörige der Wehrmacht die britischen Maßnahmen zur Abwehr einer deutschen Invasion als sehr viel weiter fortgeschritten und effektiver darzustellen – eine Invasion der britischen Hauptinsel somit weitaus schwieriger sei – als dies tatsächlich der Fall war.
Bei den Unterhauswahlen vom Sommer 1945 wurde Baker White als Kandidat der Conservative Party für den Wahlkreis Canterbury ins House of Commons gewählt, dem er anschließend bis 1953 angehörte. Er legte sein Mandat vorzeitig nieder, um Steward (Kurator) des Manor von Northstead zu werden. Sein Unterhaussitz wurde nach einer Nachwahl von Leslie Thomas besetzt.
1965 zog sich Baker White von seinen öffentlichen Ämtern zurück und widmete sich fortan der Landwirtschaft.

## Schriften
- Red Russia Arms, 1932.
- The Innocents' Clubs, 1935.
- Dover Nurenberg Return, 1937.
- The Red Network, 1939.
- Its gone for Good, 1941.
- A Soldier Dares to Think, 1942.
- Nationalisation: Chaos or Cure?, 1946.
- The Soviet Spy System, 1948.
- The Big Lie, 1955.
- Pattern for Conquest, 1956.
- Sabotage is Suspected, 1957.
- True Blue, 1970.